# 高塘镇 (霍邱县)
高塘镇，是中华人民共和国安徽省六安市霍邱县下辖的一个乡镇级行政单位。

## 行政区划
高塘镇下辖以下地区：
高塘村、龚浅村、冀台村、朱老庄村、八里店村、五里庄村、新桥村、傅井村、张罗村、渠东村、裕民村、粉坊村、尚塘村和陆田村。